# Данген
Данген (фр. Denguin) насеље је и општина у југозападној Француској у региону Аквитанија, у департману Атлантски Пиринеји која припада префектури По.
По подацима из 2011. године у општини је живело 1761 становника, а густина насељености је износила 143,29 становника/km². Општина се простире на површини од 12 km². Налази се на средњој надморској висини од 141 метар (максималној 271 m, а минималној 120 m).

## Демографија
| 1962. | 1968. | 1975. | 1982. | 1990. | 2011. |
| ----- | ----- | ----- | ----- | ----- | ----- |
| 473   | 496   | 749   | 969   | 1.322 | 1.761 |

График промене броја становника у току последњих година